# Elezioni presidenziali negli Stati Uniti d'America del 1988

Voti nel Collegio Elettorale: George H.W. Bush/Dan Quayle (426); Michael Dukakis/Lloyd Bentsen (111); Lloyd Bentsen/Michael Dukakis (1).

Le elezioni presidenziali negli Stati Uniti d'America del 1988 si svolsero l'8 novembre. La sfida oppose il vicepresidente repubblicano uscente George H. W. Bush e il candidato democratico Michael Dukakis. Bush fu eletto presidente vincendo 40 stati, il 53,37% del voto popolare e 426 voti elettorali. Era dal 1836, con l'elezione di Martin Van Buren, che il vice-presidente uscente non veniva eletto alla massima carica dello Stato.

## Risultati
| Candidati              | Candidati                | Partiti              | Voti       | %     | Delegati |
| Presidente             | Vicepresidente           | Partiti              | Voti       | %     | Delegati |
| ---------------------- | ------------------------ | -------------------- | ---------- | ----- | -------- |
| George H. W. Bush (TX) | Dan Quayle (IN)          | Partito Repubblicano | 48 886 597 | 53,37 | 426      |
| Michael Dukakis (MA)   | Lloyd Bentsen (TX)       | Partito Democratico  | 41 809 476 | 45,65 | 112      |
| Ron Paul (TX)          | Andre Marrou (AK)        | Partito Libertario   | 431 750    | 0,47  | –        |
| Lenora Fulani (PA)     | Diversi da stato a stato | Nuova Alleanza       | 217 221    | 0,24  | –        |
| Altri candidati        | -                        | -                    | 249 642    | 0,27  | –        |
| Totale                 | Totale                   | Totale               | 91 594 686 | 100   | 538      |

| George H. W. Bush |  | 53,37% |
| Michael Dukakis   |  | 45,65% |
| Ron Paul          |  | 0,47%  |
| Lenora Fulani     |  | 0,24%  |
| Altri             |  | 0,27%  |

     Bush (426)
     Dukakis (111)
     Lloyd Bentsen (1)

## Nei media
- The Front Runner - Il vizio del potere (The Front Runner), regia di Jason Reitman (2018)